# 미국 항공 법인 대 바넷 사건
아래는 미국 항공 법인 대 바넷 사건에 관한 설명이다.
2002년에 미국 대법원에 의해 결정된 바와 같이, ‘미국 항공 법인 대 바넷’ 사건은 다음과 같이 판결했는데 그것은 요구들, 즉 그것들의 명목상 합리적으로 보일지도 모르는 장애로 인한 편의제공, 예를 들어, 다른 직위로의 이동에 대한 요구들조차도, 그것이 회사의 근속 우대 체계에 대한 위반을 요구할 것이기 때문에 불합리한 것으로 될 수 있다는 것이다.
비록 법원이, 일반적으로, 근속년수 체계에 대한 위반이 한편으로는 합리적인 편의제공을 불합리한 것으로 만든다고 판결했지만, 근속년수 체계에도 불구하고, 편의제공이 마주치게 되는 특정한 경우에 합리적이라는 증거를 원고가 제출할 수 있는데, 예를 들어, 근속년수 체계가 매우 자주 어겨져서 또다른 예외가 차이를 만들지 않을 것이라는 증거를 원고가 제출할 수 있다.
중요하게, 법원은 다음과 같이 판결했는데 그것은 근속년수 체계의 이 특정한 적용이 일반적이라는 증거를 피고인은 제출할 필요가 없다는 것이고, 만약에 그 편의제공이 근속년수 체계를 위반했음을 피고인이 증명한다면, 그것이 그럼에도 불구하고 합리적임을 증명하는 것은 바넷의 책임이라는 것이었다.